# 3. deild islandzka w piłce nożnej (1983)
Sezon 1983 był 18. sezonem trzeciego poziomu ligowego piłki nożnej na Islandii. Po sezonie awansowały zespoły Skallagrímur i Tindastóll, spadły natomiast Ármann Reykjavík oraz Sindri.

## Grupa południowo-zachodnia

### Drużyny
| Uczestnicy poprzedniej edycji                                                                                 | Uczestnicy poprzedniej edycji | Uczestnicy poprzedniej edycji | Uczestnicy poprzedniej edycji |
| --- | ----------------------------- | ----------------------------- | ----------------------------- |
| grupa południowo-zachodnia                                                                                    |                               |                               |                               |
| SEL | Selfoss                       | 2                             |                               |
| HVÍ | HVÍ                           | 3                             |                               |
| GRI | Grindavík                     | 4                             |                               |
| ÍKO | ÍK                            | 5                             |                               |
| VÍO | Víkingur Ólafsvík             | 6                             |                               |
| SNÆ | Snæfell                       | 7                             |                               |
| Spadek z 2. deild                                                                                             |                               |                               |                               |
| SKA | Skallagrímur                  | 9                             |                               |
| Awans z 4. deild                                                                                              |                               |                               |                               |
| ÁRM | Ármann Reykjavík              |                               |                               |
| Oznaczenia: - kolumna pierwsza – skróty nazw drużyn, - kolumna trzecia – miejsce zajęte w poprzednim sezonie. |                               |                               |                               |

### Tabela
| Lp. | Drużyna              | M  | Z  | R | P | Bramki | Bramki | Różn. | Pkt | Uwagi              |
| --- | -------------------- | -- | -- | - | - | ------ | ------ | ----- | --- | ------------------ |
| 1   | Skallagrímur (A)     | 14 | 10 | 1 | 3 | 33     | 13     | +20   | 21  | Awans do 2. deild  |
| 2   | Selfoss              | 14 | 9  | 3 | 2 | 38     | 19     | +19   | 21  |                    |
| 3   | Grindavík            | 14 | 8  | 4 | 2 | 21     | 16     | +5    | 20  |                    |
| 4   | Víkingur Ólafsvík    | 14 | 3  | 6 | 5 | 16     | 19     | −3    | 12  |                    |
| 5   | ÍK                   | 14 | 4  | 4 | 6 | 17     | 21     | −4    | 12  |                    |
| 6   | HVÍ                  | 14 | 5  | 0 | 9 | 21     | 30     | −9    | 10  |                    |
| 7   | Snæfell              | 14 | 3  | 3 | 8 | 13     | 32     | −19   | 9   |                    |
| 8   | Ármann Reykjavík (S) | 14 | 2  | 3 | 9 | 12     | 21     | −9    | 7   | Spadek do 4. deild |

## Grupa północno-wschodnia

### Drużyny
| Uczestnicy poprzedniej edycji                                                                                 | Uczestnicy poprzedniej edycji | Uczestnicy poprzedniej edycji | Uczestnicy poprzedniej edycji |
| --- | ----------------------------- | ----------------------------- | ----------------------------- |
| grupa północno-wschodnia                                                                                      |                               |                               |                               |
| TIN | Tindastóll                    | 2                             |                               |
| HUG | Huginn Seyðisfirði            | 3                             |                               |
| HSÞ | HSÞ-b Mývatnssveit            | 4                             |                               |
| AUS | Austri Eskifirði              | 5                             |                               |
| MAG | Magni                         | 6                             |                               |
| SIN | Sindri                        | 7                             |                               |
| Spadek z 2. deild                                                                                             |                               |                               |                               |
| ÞNE | Þróttur Nes                   | 10                            |                               |
| Awans z 4. deild                                                                                              |                               |                               |                               |
| VAR | Valur Reyðarfjörður           |                               |                               |
| Oznaczenia: - kolumna pierwsza – skróty nazw drużyn, - kolumna trzecia – miejsce zajęte w poprzednim sezonie. |                               |                               |                               |

### Tabela
| Lp. | Drużyna             | M  | Z  | R | P  | Bramki | Bramki | Różn. | Pkt | Uwagi              |
| --- | ------------------- | -- | -- | - | -- | ------ | ------ | ----- | --- | ------------------ |
| 1   | Tindastóll (A)      | 14 | 11 | 3 | 0  | 43     | 10     | +33   | 25  | Awans do 2. deild  |
| 2   | Þróttur Nes         | 14 | 9  | 2 | 3  | 37     | 14     | +23   | 20  |                    |
| 3   | Austri Eskifirði    | 14 | 8  | 3 | 3  | 27     | 13     | +14   | 19  |                    |
| 4   | Huginn Seyðisfirði  | 14 | 7  | 1 | 6  | 21     | 19     | +2    | 15  |                    |
| 5   | Magni               | 14 | 5  | 2 | 7  | 21     | 26     | −5    | 12  |                    |
| 6   | HSÞ-b Mývatnssveit  | 14 | 5  | 1 | 8  | 15     | 24     | −9    | 11  |                    |
| 7   | Valur Reyðarfjörður | 14 | 3  | 1 | 10 | 15     | 34     | −19   | 7   |                    |
| 8   | Sindri (S)          | 14 | 1  | 1 | 12 | 9      | 48     | −39   | 3   | Spadek do 4. deild |

## Baraż o mistrzostwo
O mistrzostwie 3. deild zadecydował dwumecz pomiędzy zwycięzcami grup regionalnych – Skallagrímur i Tindastóll. Drużyna Skallagrímur zwyciężyła obydwa mecze i zdobyła tytuł 3. deild. Niezależnie od wyniku barażu, obydwa zespoły awansowały do 2. deild.
| 9 października 1983 | Tindastóll · Gustaf Björnsson | 2:4 | Skallagrímur · Garðar Jónsson · Ólafur Helgason |  |
|                     |                               |     |                                                 |  |

| 16 października 1983 | Skallagrímur · Garðar Jónsson · Gunnar Orrason · Björn Axelsson | 4:0 | Tindastóll |  |
|                      |                                                                 |     |            |  |

## Najlepsi strzelcy
| Bramki | Strzelcy                | Drużyna          |
| ------ | ----------------------- | ---------------- |
| 19     | Gustaf Björnsson        | Tindastóll       |
| 18     | Sigurður Friðjónsson    | Þróttur Nes      |
| 15     | Sigurlás Þorleifsson    | Selfoss          |
| 12     | Bjarni Kristjánsson     | Austri Eskifirði |
| 9      | Garðar Jónsson          | Skallagrímur     |
| 8      | Guðbrandur Guðbrandsson | Tindastóll       |